# Сонцеве (Кропивницький район)
Со́нцеве — село в Україні, в Устинівській селищній громаді Кропивницького району Кіровоградської області. Населення становить 352 осіб. Колишній орган місцевого самоврядування — Сонцівська сільська рада.

## Населення
Згідно з переписом УРСР 1989 року чисельність наявного населення села становила 454 особи, з яких 209 чоловіків та 245 жінок.
За переписом населення України 2001 року в селі мешкали 354 особи.

### Мова
Розподіл населення за рідною мовою за даними перепису 2001 року:
| Мова       | Відсоток |
| ---------- | -------- |
| українська | 92,33 %  |
| молдовська | 3,41 %   |
| російська  | 2,84 %   |
| білоруська | 0,85 %   |
| циганська  | 0,57 %   |

## Постаті
- Смурага Олександр Петрович (1989—2017) — старший солдат Збройних сил України, учасник російсько-української війни.